# Rhene cooperi
Rhene cooperi är en spindelart som beskrevs av Roger de Lessert 1925. Rhene cooperi ingår i släktet Rhene och familjen hoppspindlar. Inga underarter finns listade i Catalogue of Life.